# Jarocin
Jarocin (udtale: [jaˈrɔt͡ɕin]) er en by i den sydlige  del af  voivodskabet Storpolen i  det vestlige centrale del af Polen. Byen   har 26.399(2023) indbyggere og et areal på 	14,44 km², og er administrationsby i  powiatet Jarocin. 
Jarocin er en historisk by, der er blevet grundlagt og givet byrettigheder i det 13. århundrede. Markedspladsen har et Ratusz (en)-rådhus bygget mellem 1799 og 1804, som nu er hjemsted for Jarocin Regional Museum.
Byen blev også berømt i 1980'erne takket være Jarocin Festival, en af de første rock-punk musikfestivaler i den tidligere Warszawapagten. Den første festival blev arrangeret i 1980.

## Historie
Jarocin blev første gang nævnt i et skøde fra 1257 udstedt af hertug Bolesław den fromme af Hertugdømmet Storpolen. Byen var bekvemt placeret i krydset mellem handelsvejen fra Wrocław til Toruń og fra Poznań til Kalisz. Det var en privat by ejet af polsk adel, administrativt beliggende i Pyzdry County i Kalisz voivodeskab i Storpolske provins af Kongeriget Polens krone.
Jarocin blev annekteret af Kongeriget Preussen i Polens anden deling i 1793 og administreret i den nydannede provins Sydpreussen. Det var en del af Hertugdømmet Warszawa fra 1807–13 under Napoleonskrigene, men blev efterfølgende igen en del af  Preussen. Byen blev inkluderet i storhertugdømmet Posen fra 1815 og Provinsen Posens fra 1848. Den blev en del af Det tyske kejserrige i 1871. I 1889 blev den inkluderet i det nye oprettet Jarotschin-distriktet i Posen-provinsen.

## Galleri
- Rynek (Markedspladsen) omgivet af farverige byhuse
- Radoliński-slottet
- Radoliński park
- St. George kirke
- Jarocin Festival, 1984
- Jernbanestation